# Rønninge Sogn
Rønninge Sogn er et sogn i Kerteminde-Nyborg Provsti (Fyens Stift).
I 1800-tallet var Rolfsted Sogn anneks til Rønninge Sogn. Begge sogne hørte til Åsum Herred i Odense Amt. Rønninge-Rolsted sognekommune blev senere delt, så hvert sogn dannede sin egen sognekommune. Ved kommunalreformen i 1970 blev Rønninge indlemmet i Langeskov Kommune, der ved strukturreformen i 2007 indgik i Kerteminde Kommune; og Rolsted blev indlemmet i Årslev Kommune, der ved strukturreformen i 2007 indgik i Faaborg-Midtfyn Kommune.
I Rønninge Sogn ligger Rønninge Kirke.
I sognet findes følgende autoriserede stednavne:
- Elved (bebyggelse)
- Hovbanke (bebyggelse)
- Højbjerg (bebyggelse)
- Kalvehaveskov (bebyggelse)
- Langeskov (bebyggelse)
- Lavindsgårde (bebyggelse)
- Møllegyde (bebyggelse)
- Røjerup (bebyggelse, ejerlav)
- Rønninge (bebyggelse, ejerlav)
- Rønninge Søgård (landbrugsejendom)
- Vester Skovhuse (bebyggelse)